# Союз боулинга Республики Сербской
Союз боулинга Республики Сербской (серб. Куглашки савез Републике Српске) — спортивная организация, которая занимается развитием боулинга (в том числе управлением клубами, назначением судей и тренеров по боулингу, организацией соревнований) на территории Республики Сербской. Сотрудничает с Министерством по делам семьи, молодёжи и спорта Республики Сербской. Штаб-квартира: Баня-Лука, аллея Святого Саввы, дом 48.

## Организация
Президентом Союза боулинга Республики Сербской является Благоя Благоевич. В руководство организации входят Скупщина, Исполнительный комитет, Надзорный комитет и Комиссия по внутреннему разрешению споров. Членами организации являются боулинг-клубы Республики Сербской, объединения клубов, судей и тренеров в стране.

## Клубы
Ведущими клубами в стране являются «Knin Revita» (Баня-Лука), «Рудар» (Углевик) и «Козара» (Градишка).